# Instituto Histórico e Geográfico do Rio Grande do Norte
´

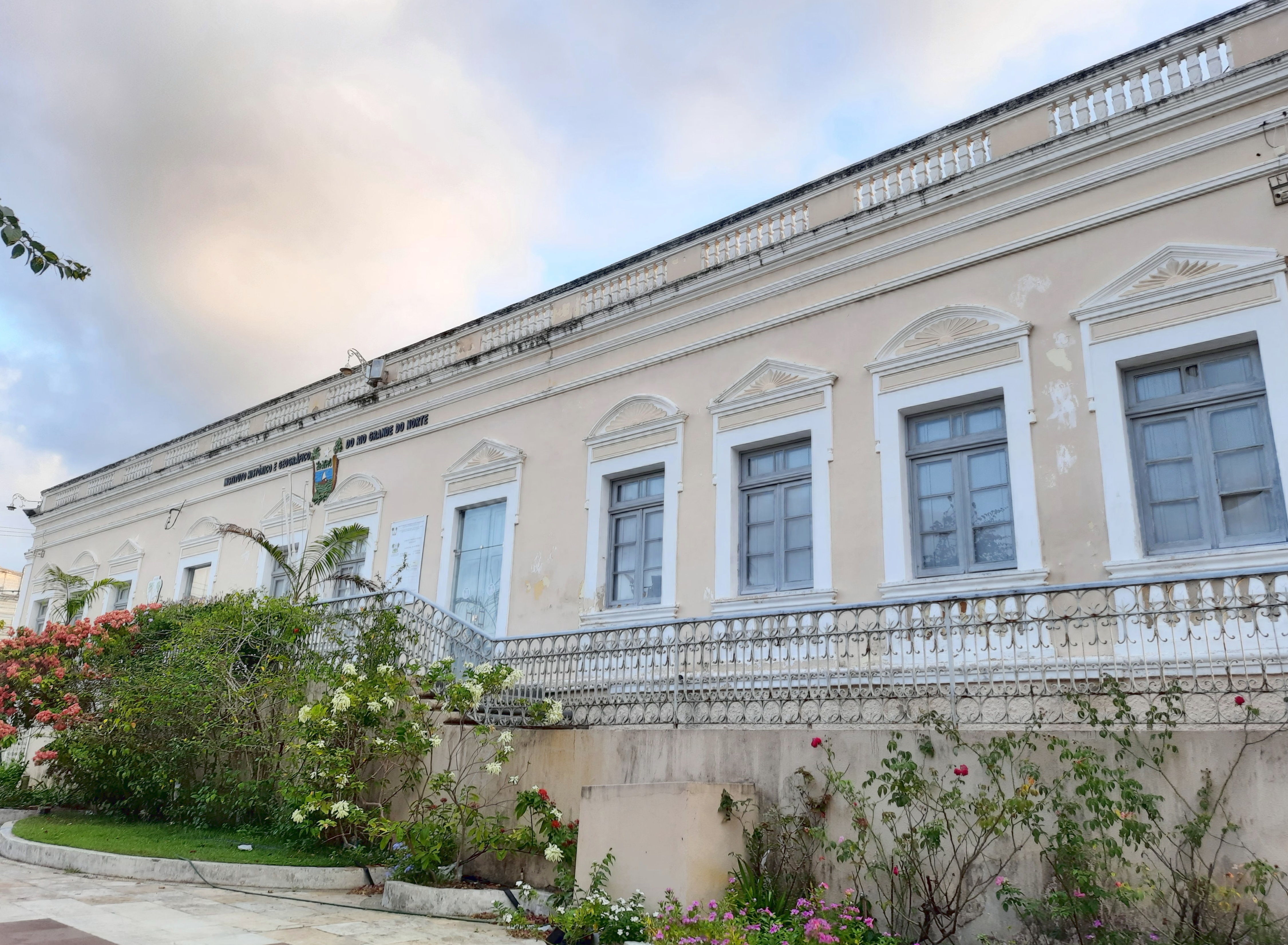
Sede do IHGRN

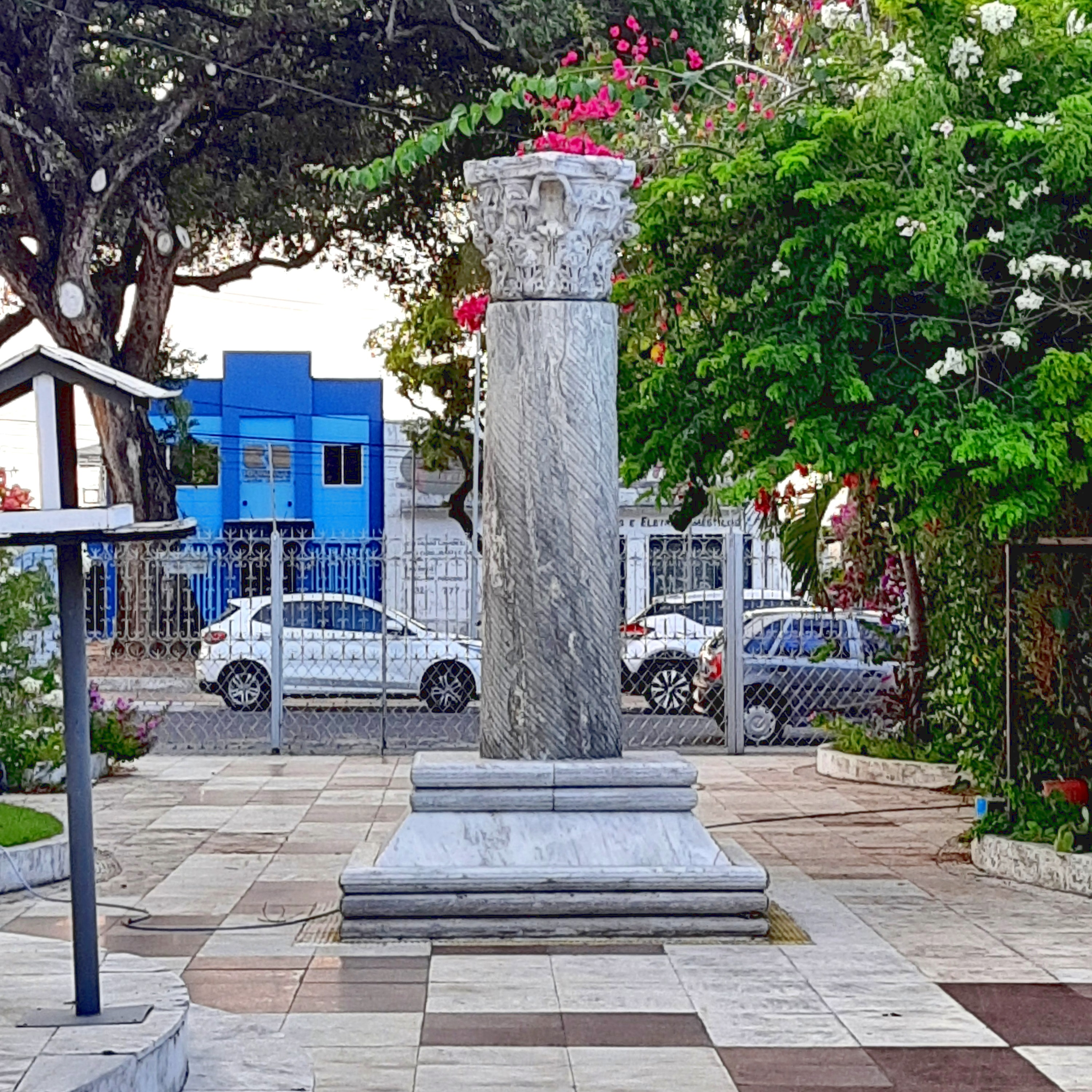
A Coluna Capitolina, no pátio da sede do instituto

O Instituto Histórico e Geográfico do Rio Grande do Norte (IHGRN) situa-se no bairro da Cidade Alta, em Natal, no estado brasileiro do Rio Grande do Norte. O IHGRN localiza-se ao lado da Catedral Antiga de Natal e do Palácio da Cultura (antiga sede do governo estadual), possuindo um rico acervo colonial histórico do estado. A História Colonial, especialmente a História da Capitania do Rio Grande, pode ser pesquisada pelo menos em duas ordens de documentos pertencentes ao Instituto Histórico e Geográfico do Rio Grande do Norte (IHGRN): os documentos publicados na Revista do IHGRN e os do acervo de manuscritos.

## História
O IHGRN, uma das entidades culturais mais antigas do Estado foi fundado, em Natal, sob a inspiração do IHGB, a 29 de março de 1902, durante o primeiro Governo de Alberto Frederico de Albuquerque Maranhão, num momento enfático de preocupação com a preservação do patrimônio histórico-documental, que possibilitaria a escrita da história de acordo com os parâmetros da ciência positivista, do encontro da história nacional com a memória social e do testemunho documental.

## Sede e acervos
A inserção exploratória nessa documentação preciosa proporciona tanto um conhecimento multiforme da história do Rio Grande do Norte dos tempos coloniais quanto possibilita, a posteriori, uma interação entre um antigo passado e um presente em constante mutação. É a partir da possibilidade de uma interação como essa, envolvendo uma instituição cultural ─ o IHGRN e o seu expressivo acervo de documentos escritos provenientes do contexto colonial, especialmente da Capitania do Rio Grande ─, que se visa explicitar pelo ângulo da leitura interpretativa de fontes documentais uma conjugação de manifestações políticas, religiosas, sociais, e também individuais, consoante a (e até mesmo dissonante) da vigência das tradições da cultura portuguesa.
Na cidade de Natal, quem caminha entre a Praça Padre João Maria e a Igreja de Santo Antônio (Igreja do Galo) aprecia um conjunto arquitetônico representado pela Catedral Antiga de Nossa Senhora da Apresentação (Igreja Matriz de Nossa Senhora da Apresentação), o Memorial Câmara Cascudo, o Palácio da Cultura (antigo Palácio do Governo), o Palacete da Prefeitura Municipal, o Museu Café Filho, a Coluna Capitolina e o Instituto Histórico e Geográfico do Rio Grande do Norte (IHGRN).
A Casa do IHGRN, na Rua da Conceição, nº 622, foi construída em 1906, numa época em que se vivia a euforia do remodelamento e do embelezamento das cidades, um projeto das elites republicanas para modernizar a sociedade e as instituições brasileiras. O seu prédio expressa uma arquitetura neoclássica, típica da europeia da segunda metade do século XIX, revelada por seu desenho geométrico, pelas colunas, pelo entablamento, bem como pelo modo de acesso pelas laterais (valorizado pelas escadarias) e fachada monumental.
Na fachada, destacam-se os frontões curvos triangulares, as balaustradas arrematadas com o coroamento das paredes, as esquadrias em madeira e vidro e os vãos de vergas retas. Esse prédio foi tombado como patrimônio estadual, em 30 de novembro de 1984.
Os Institutos Históricos e Geográficos são instituições responsáveis pelos acervos documentais que guardam grande parte das fontes da história colonial, imperial e republicana brasileira. Sua importância em levantar, metodizar e sistematizar um conhecimento histórico foi tamanha a ponto de o historiador José Honório Rodrigues (1978) afirmar que a pesquisa histórica nasceu com a fundação do Instituto Histórico e Geográfico Brasileiro (IHGB), em 1838, no Rio de Janeiro.
Do ponto de vista dessa missão, o IHGB auxiliou o governo imperial na definição de um projeto de nação e de uma identidade nacional. O IHGB, que se espelhou em agremiações congêneres europeias, especialmente o Instituto Histórico de Paris, incentivou a fundação de institutos locais em cada Província, objetivo que, à exceção do Instituto de Pernambuco (fundado em 1862) e o de São Paulo (fundado em 1894), somente foi atingido no início do século XX, a exemplo da criação do Instituto Histórico e Geográfico do Rio Grande do Norte (IHGRN).